# Debra Messing
Debra Lynn Messing (New York, 15 augustus 1968) is een Amerikaans actrice.
Messing speelde in diverse televisieseries, waaronder Prey, waarin ze de rol van Dr. Sloan Parker speelde, en de serie Ned and Stacey, waarin ze Stacey Colbert speelde.
Ze brak pas echt door bij het grote publiek als Grace Adler in de serie Will & Grace; een rol waarmee ze diverse prijzen won. 
Vanaf 2014 speelde ze in de serie The Mysteries of Laura. Hierin vertolkte ze de hoofdrol, Laura Diamond. De serie eindigde na twee seizoenen, in 2016.
In 2017 kreeg Messing een ster op de Hollywood Walk of Fame.

## Trivia
- Door TV Guide werd ze uitgeroepen tot best geklede vrouw van 2003.
- In 2000 is ze getrouwd met haar jeugdliefde en in 2004 kregen ze een zoontje. Ze gingen in 2011 uit elkaar.

- Bibsys: 6089183
- Biblioteca Nacional de España: XX4786834
- Bibliothèque nationale de France: cb14206373j (data)
- Catàleg d'autoritats de noms i títols de Catalunya: 981058518569906706
- Gemeinsame Normdatei: 131531778
- International Standard Name Identifier: 0000 0001 1692 2577
- Library of Congress Control Number: no00064250
- MusicBrainz: 3333badc-c5e9-4f71-ba31-aedd831e556a
- Nationale Bibliotheek van Tsjechië: xx0103432
- Nationale bibliotheek van Australië: 41610178
- Nationale Bibliotheek van Israël: 987007504300605171
- Nationale Bibliotheek van Polen: a0000002085645
- Nederlandse Thesaurus van Auteursnamen: 288088174
- Système universitaire de documentation: 234068302
- Virtual International Authority File: 100871813
- WorldCat: E39PBJxd4Y8KgT7byvMmDBFqcP